# Svend Wad
Svend Wad (født 3. februar 1928 i Bov, død 4. december 2004 i Haderslev) var en succesfuld dansk amatør- og professionel bokser.
Som amatør boksede han for IK Semper i Haderslev og vandt det danske mesterskab i fjervægt i 1946 og tre jyske mesterskaber i letvægt i årene 1947-49. I 1946 blev han valgt som Årets Fund i dansk idræt.
Ved europamesterskaberne for amatører i 1947 fik Svend Wad bronze i letvægt. Svend Wad repræsenterede Danmark ved de Olympiske Lege i 1948 og vandt bronzekampen mod amerikaneren Wallace Smith.
Efter 196 amatørkampe med 182 sejre debuterede Svend Wad som professionel den 7. oktober 1949 i København mod den stærke østriger Karl Marchart og vandt på point efter 6 omgange. I sin 10. kamp inkasserede Svend Wad karrierens første nederlag, da han den 16. februar 1951 mødte Jørgen Johansen i en kamp om det danske mesterskab i letvægt. Senere samme år mødte Svend Wad den italienske mester (og senere europa- og verdensmester) Duilio Loi i Geneve og tabte på point efter 10 omgange. Svend Wad boksede herefter i 1952-1954 tre kampe mod svagere modstandere.
Svend Wad vendte tilbage til ringen i 1958 for en enkelt kamp, men trak sig derefter definitivt tilbage. Svend Wad opnåede som professionel 17 boksekampe med 14 sejre, 2 nederlag og 1 uafgjort. Alle kampe gik tiden ud.